# 地下鉄Ezh3形電車
Ezh3形（ロシア語: Еж3）は、ムィティシ機械製造工場（現：メトロワゴンマッシュ）で製造された地下鉄用電車。Ezh形を基に主要機器へ変更を加えた形式で、製造工場側からは81-710形という形式名も与えられた。
この項目ではI.E.エゴロワ工場で製造された中間車のEm508T形（ロシア語: Ем508Т、81-508T形）など関連する形式についても解説する。

## 概要

### Ezh3形
1963年以降量産が行われたE形電車と同型の両運転台式車体を有しており、内装も窓枠の変更や座席強度の強化など微細な変更のみが行われた一方、主要機器については搭載されている電動機が従来のDK-108形（66 kw）からDK-116形（72 kw、218A、1,420 rpm）に変更され出力が向上した他、電動機へ送られる電流を制御する電源回路にサイリスタが用いられ、高速運転からの発電ブレーキ使用時の電動機からの励起電流のスムーズな制御が可能となった。これにより従来の車両から回線が変更されており、混結は不可能となった。
またモスクワ地下鉄に導入された車両は列車無線や自動速度制御機能を含む自動列車制御システムである"KSAUDP"（КСАУДП）用の装置が床上に設置されており、バッテリーの配置や重量に変化が生じている。

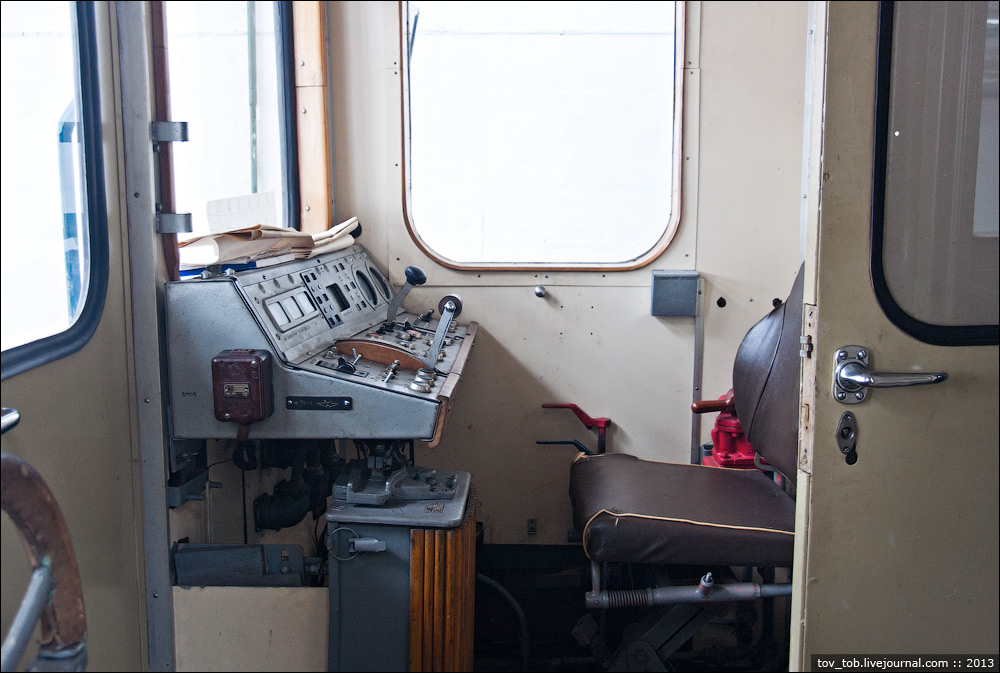
運転台
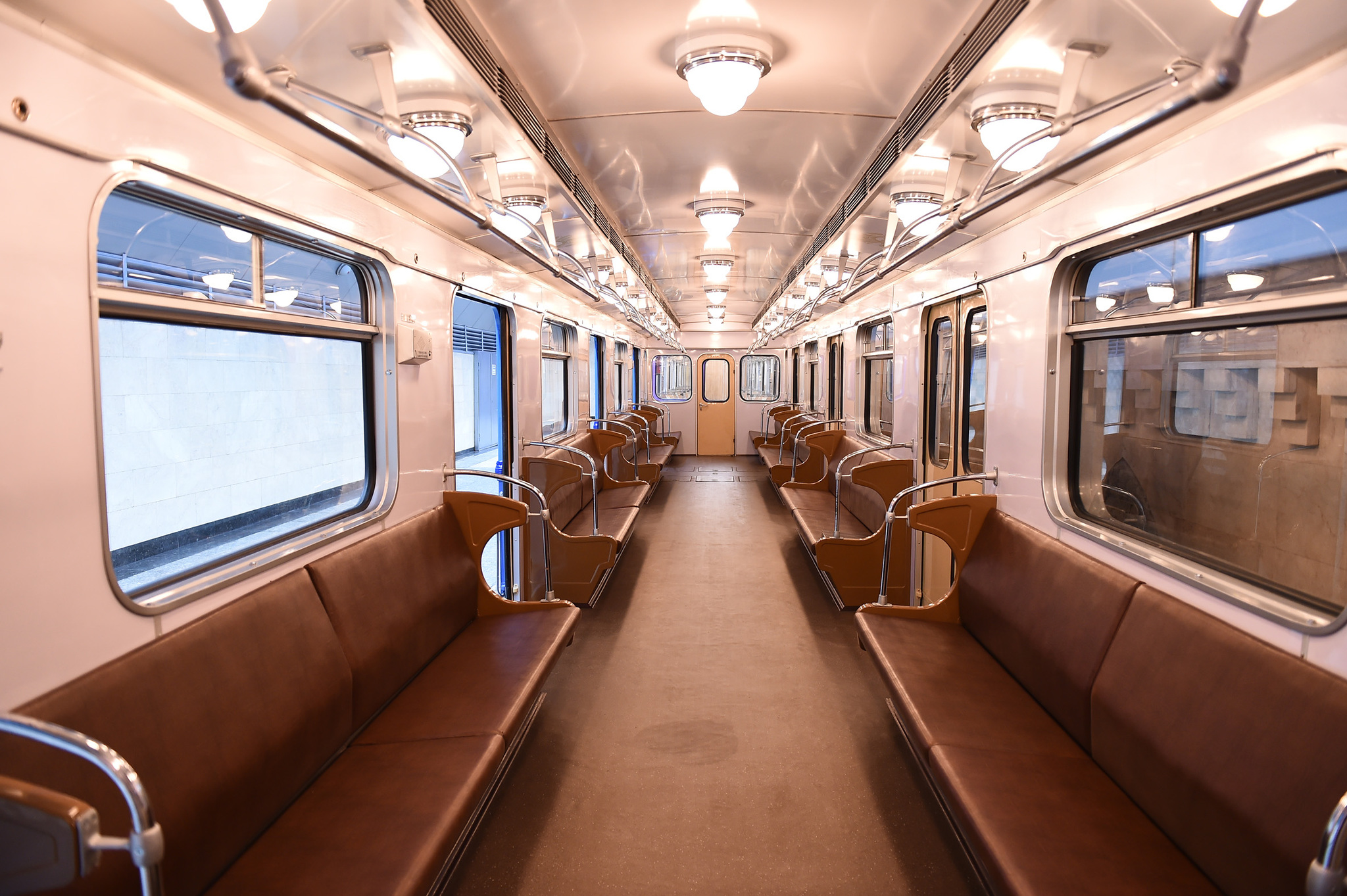
車内
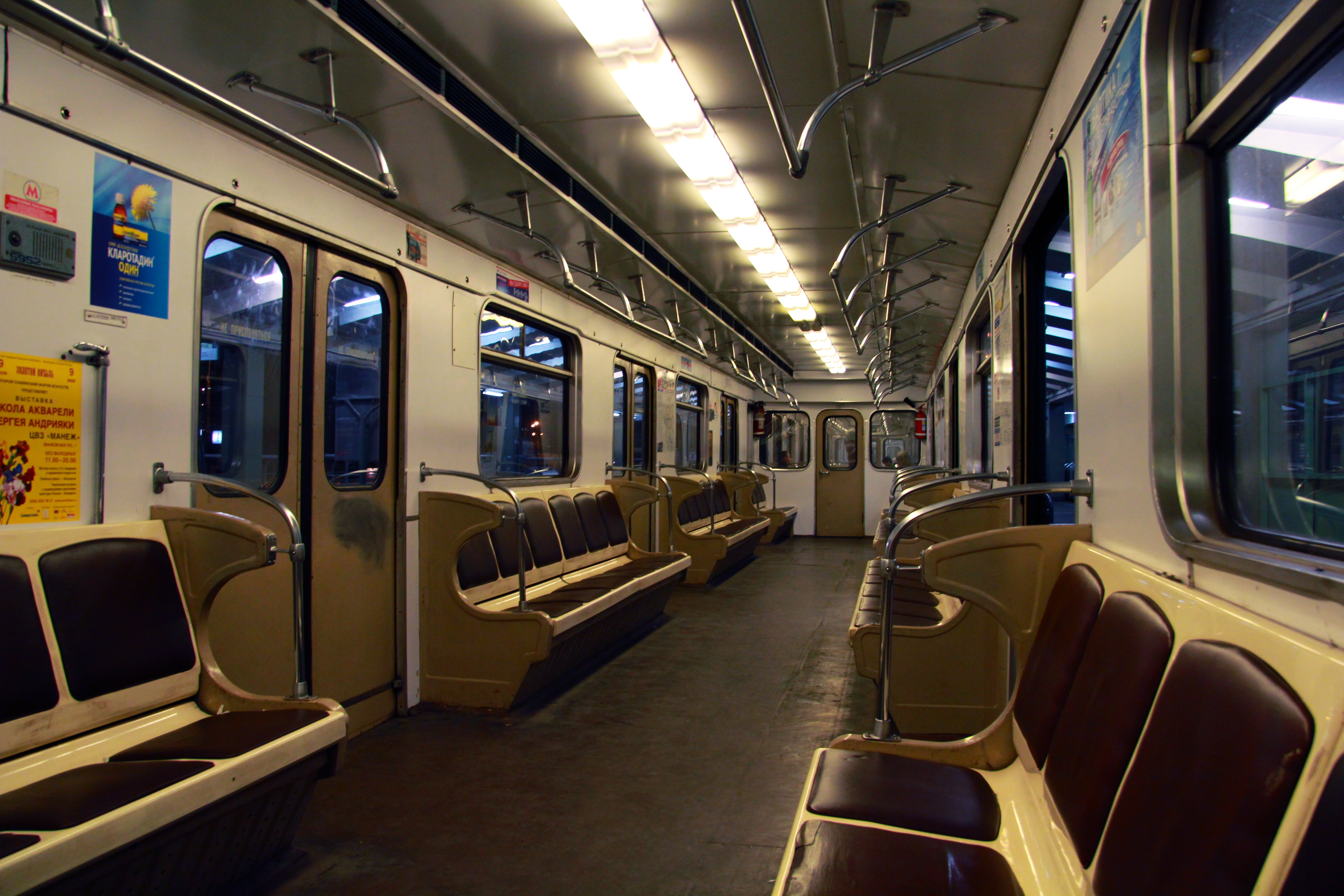
車内（モスクワ地下鉄、車内更新車）

### Em508T形
サンクトペテルブルクのI.E.エゴロワ工場で製造が行われた、Ezh3形と編成を組む中間電動車。車体や台車は同工場で生産が行われモスクワ地下鉄への導入が行われていたEm508形と統一されていた一方、主電動機や配線はEzh3形と共通する仕様となっていた。1974年から1979年まで量産が実施された。

## 運用
Ezh3形は1973年10月に試作車3両が製造された後、同年から1977年まで量産が行われた一方、Em508T形は翌年の1974年から製造が始まり、1979年まで製造された。自動列車制御システムに対応した設備を有するモスクワ地下鉄に加え、設備を有さないバクー地下鉄やキエフ地下鉄、タシュケント地下鉄、トビリシ地下鉄にも導入された。特にハルキウ地下鉄向けの車両は1975年8月23日の開業に併せて製造が実施されている。
モスクワ地下鉄では1980年代以降主にタガーンスコ＝クラスノプレースネンスカヤ線で用いられ、2000年代以降はEzh3形の運転台撤去による中間車化改造や内装の近代化などの更新工事が実施されたが、老朽化により2010年代以降は81-760/761形や81-765/766/767形への置き換えが進み、2020年までに営業運転を終了する予定となっている。他都市に関してもキエフ地下鉄用の車両は1980年までにハルキウ地下鉄へ、タシュケント地下鉄用の車両が1986年から1987年までにトビリシ地下鉄やバクー地下鉄へ移籍した他、バクー地下鉄の車両は保存車両を除いて2009年までに廃車されており、2019年現在はモスクワ地下鉄以外にハルキウ地下鉄、トビリシ地下鉄のみに在籍している。

## 発展形式

### Ezh6形（Еж6）
モスクワの地下に伸びる、核攻撃を受けた際に政府要人が避難する地下シェルターと臨時拠点、郊外のシェルターを繋ぐとされるメトロ-2と呼ばれる地下鉄網へ向けてムィティシ機械製造工場で製造された形式。Ezh3形を基に、第三軌条に加え蓄電池からの電力でも稼働する事ができる車両として設計され、製造工場側からは81-712形という形式名も与えられた。
同様の目的で製造された電気機関車のL形と3両（Ezh6形＋L形＋Ezh6形）もしくは4両編成（Ezh6形＋L形＋L形＋Ezh6形）を組む事が想定されていた他、蓄電池への充電も兼ねてEzh3形との共通運用にも用いられた。1973年に4両が製造された他、1986年には"メトロ-2"の路線延長に併せて6両が増備されたが、これらの車両は車体側面のコルゲートや座席の構造が81-717/714形に併せた仕様に変更された。2019年現在3両が残存する。

## 改造

### EzhTK形（ЕжТК）
1997年にEzh3形2両、Ezh6形1両から改造された車両。内装を始めとする近代化が施されたが、コストの面からそれ以上の改造は実施されなかった。

### キエフ地下鉄5823

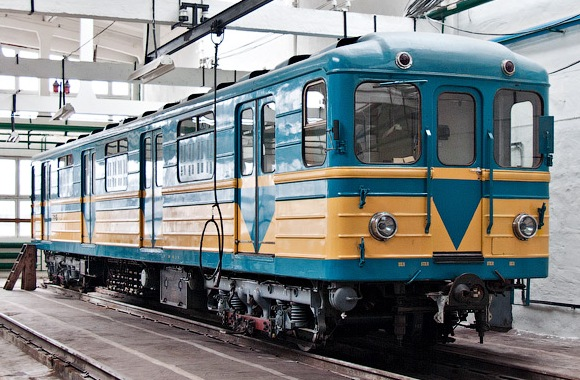
蓄電池動車へ改造後の5823

1977年に製造されたEzh3形5823は、営業に用いられず自動車建築工学研究所（Всесоюзного научно-исследовательского института вагоностроения、ВНИИВ）へ実験用車両として導入された。その後1997年に車内の座席が撤去され蓄電池が搭載されるなど車庫での入換に用いられる事業用車（牽引車）への改造が実施され、以降はキーウ地下鉄が所有する。

### 81-718.1形
ハルキウ地下鉄に在籍するEzh3形のうち2両（5714、5743）については2004年にメトロワゴンマッシュで前面変更を始めとする改造を受け、サイリスタチョッパ制御の81-718/719形と連結可能な予備車となった。これに伴い、形式名も81-718.1形に変更されている。

### 81-710.1形

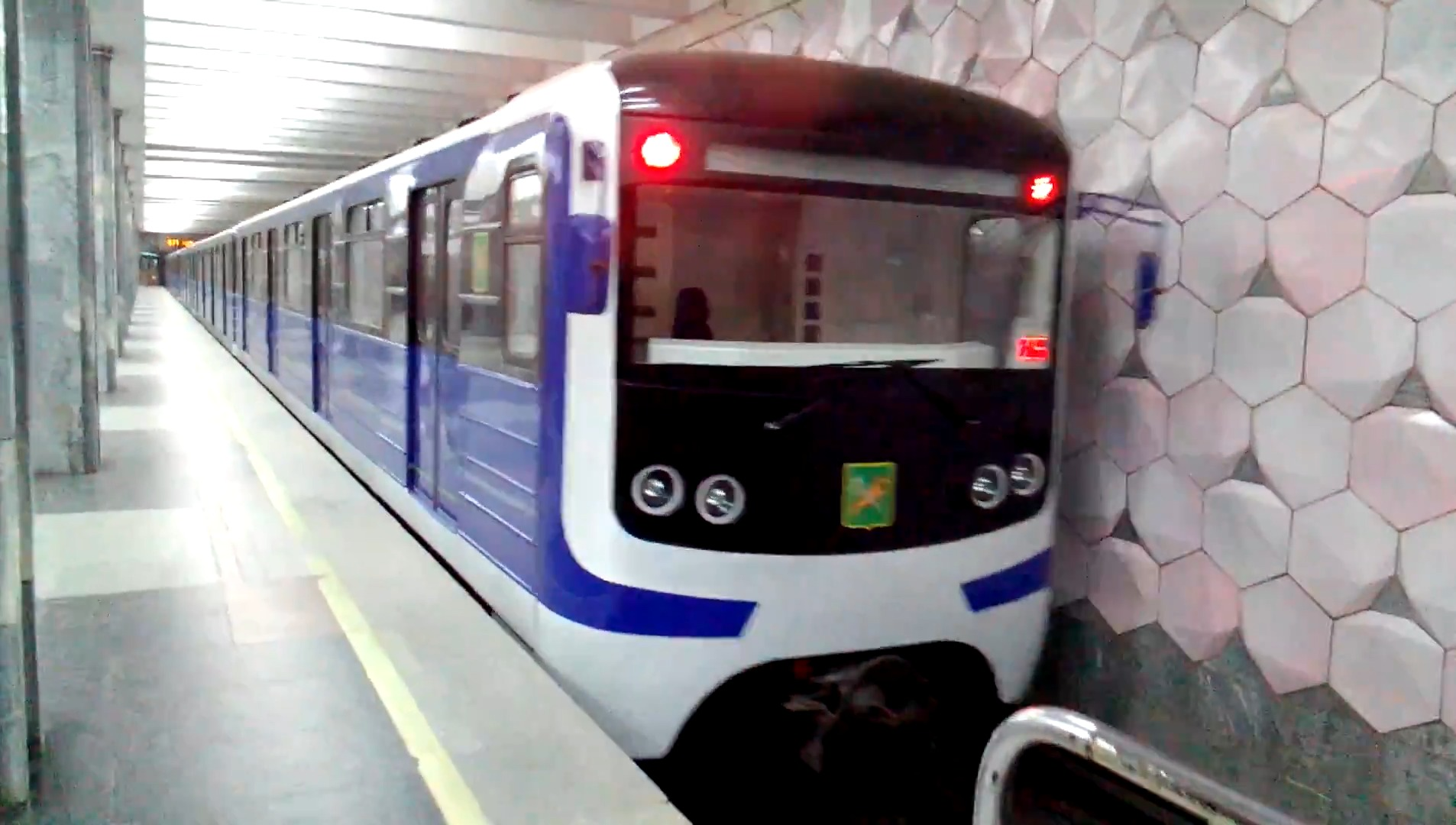
81-710.1形

ハルキウ地下鉄に導入されたEzh3形/Em508T形に対し更新工事が行われた形式。新型車両の導入（2億 - 2億5,000万フリヴニャ）よりも安価（4,400万フリヴニャ）である事から、ハルキウ地下鉄の工場内で旧型車両の更新工事を実施する事を決定した経緯を持つ。運転台の更新に合わせ先頭部の形状が大型ガラスを用いた非貫通のデザインに変更され、連結面には転落防止用の外幌が左右の端に設置されている。最初の編成の更新工事が2016年から2017年にかけて行われた後、同年8月から営業運転を開始しており、2019年現在20両（5両編成4本）が運行に就いている。

## 参考資料
- Абрамов Е.Р (2015). Электроподвижной состав отечественных железных дорог. Москва́